# Crescencio Poot
José Crescencio Poot (* um 1820 in Dzemul; † 1885 in Chan Santa Cruz) war ein militärischer und religiöser Führer der aufständischen Maya (Cruzoob) während des Kastenkriegs in Yucatán.
Über Crescencio Poots Jugend ist wenig bekannt. Wahrscheinlich wurde er 1820 im Nordwesten Yucatáns geboren. 1847 war er bereits als politischer Führer bekannt und schloss sich dem Maya-Aufstand von Cecilio Chi und Jacinto Pat an. Berühmt bei den Maya und verhasst bei den Weißen wurde er durch einen Angriff auf Tekax im Jahre 1857, bei dem 600 weiße Einwohner getötet wurden, und durch die Einnahme von Tunkas 1861, wobei 250 Gefangene gemacht wurden.
1864 wurde er einer der drei politischen Führer von Chan Santa Cruz. In den folgenden zehn Jahren leitete Poot mehrere größere militärische Operationen, darunter auch Angriffe in Britisch-Honduras. Poots politisch-militärisches Ziel blieb dasselbe wie am Anfang des Maya-Aufstands: Vertreibung der Weißen aus Yucatán. 1875 wurde Poot schließlich Tatich, das politische und religiöse Oberhaupt von Chan Santa Cruz. Crescencio Poot heiratete eine Frau, die bei einem Raubzug gefangen genommen worden war.
Poot musste schließlich erkennen, dass das Ziel der Befreiung ganz Yucatáns nicht mehr zu erreichen war. So unterzeichnete er am 11. Januar 1884 mit dem Vizegouverneur von Yucatán einen Friedensvertrag, in dem er die Oberhoheit Mexikos anerkannte, die mexikanische Regierung ihn aber dafür als Gouverneur des neuen mexikanischen Bundesstaates Chan Santa Cruz akzeptierte. Gegner aus den Reihen der Cruzoob, die, inspiriert durch das Sprechende Kreuz, den Krieg fortsetzen wollten, ermordeten Crescencio Poot 1885 und eröffneten die Kampfhandlungen von neuem.
Crescencio Poot war zu seiner Zeit eine der bei den Weißen am meisten gefürchteten Personen in Mexiko, wurde aber auch als großer militärischer Führer anerkannt. Bei den Maya wurde er dagegen dafür bewundert, teilweise bis auf den heutigen Tag.